# Oratorio di San Bernardino (Pisa)
L'oratorio di San Bernardino è una chiesa di Pisa.

## Storia
L'edificio sorse nella seconda metà del XV secolo all'incrocio tra la via Emilia e la via per Firenze.
Costruito su esortazione della popolazione per scongiurare le violente epidemie di peste, risulta terminato entro il 1480.
Nel corso dell'Ottocento fu più volte restaurato e fu trasformato nella sacrestia di una nuova e più ampia chiesa costruita nell'area adiacente.
Dopo un periodo di abbandono fu oggetto di alcuni lavori di recupero portati avanti nei primi decenni del XX secolo.
I bombardamenti della seconda guerra mondiale distrussero la chiesa attigua all'oratorio e causarono il danneggiamento del tempietto di San Bernardino, per il quale si resero necessari nuovi lavori di manutenzione.

## Descrizione
Si tratta di un edificio a pianta centrale, realizzato interamente in laterizio e dotato di una piccola abside semicircolare.
Sulla copertura si innalza un campanile a vela.
All'interno sono presenti tracce di decorazioni pittoriche che si estendono anche alla cupola.